# Bambola

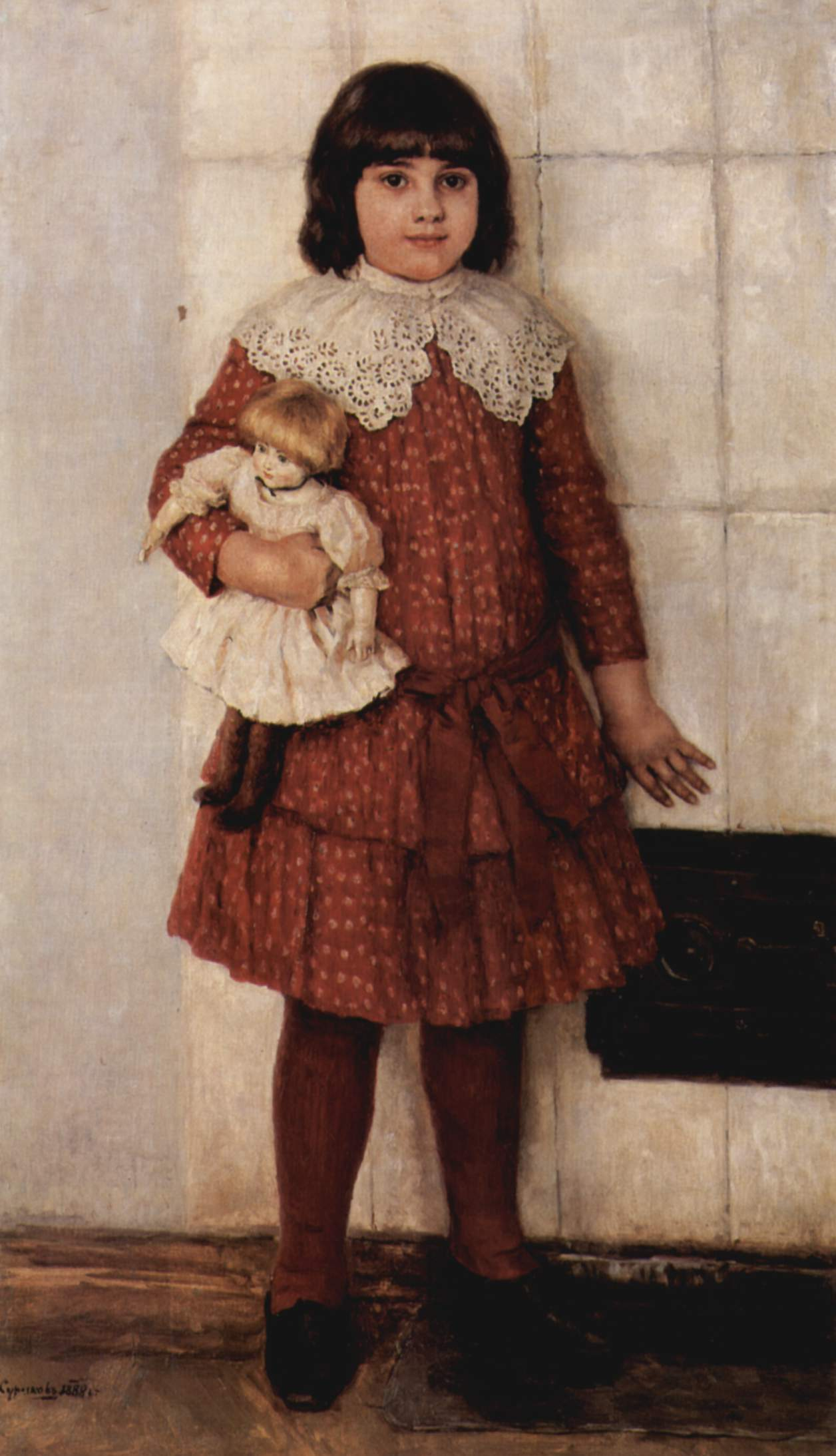
Bambina con bambola, dipinto di Iwanowitsch Surikow, 1888.

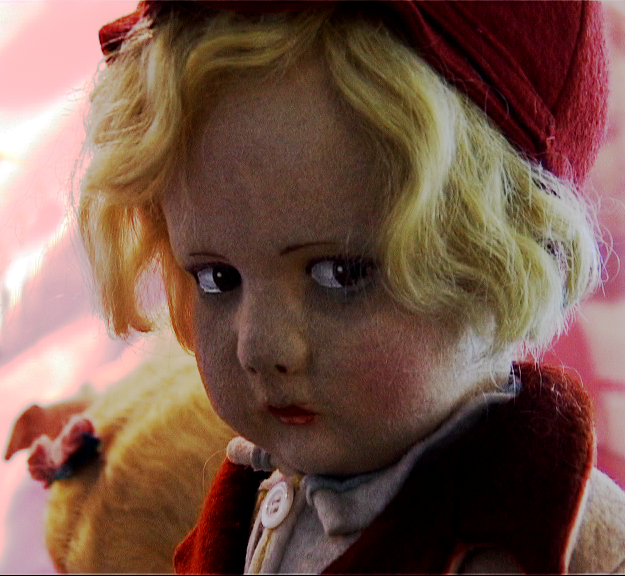
Bambola Lenci

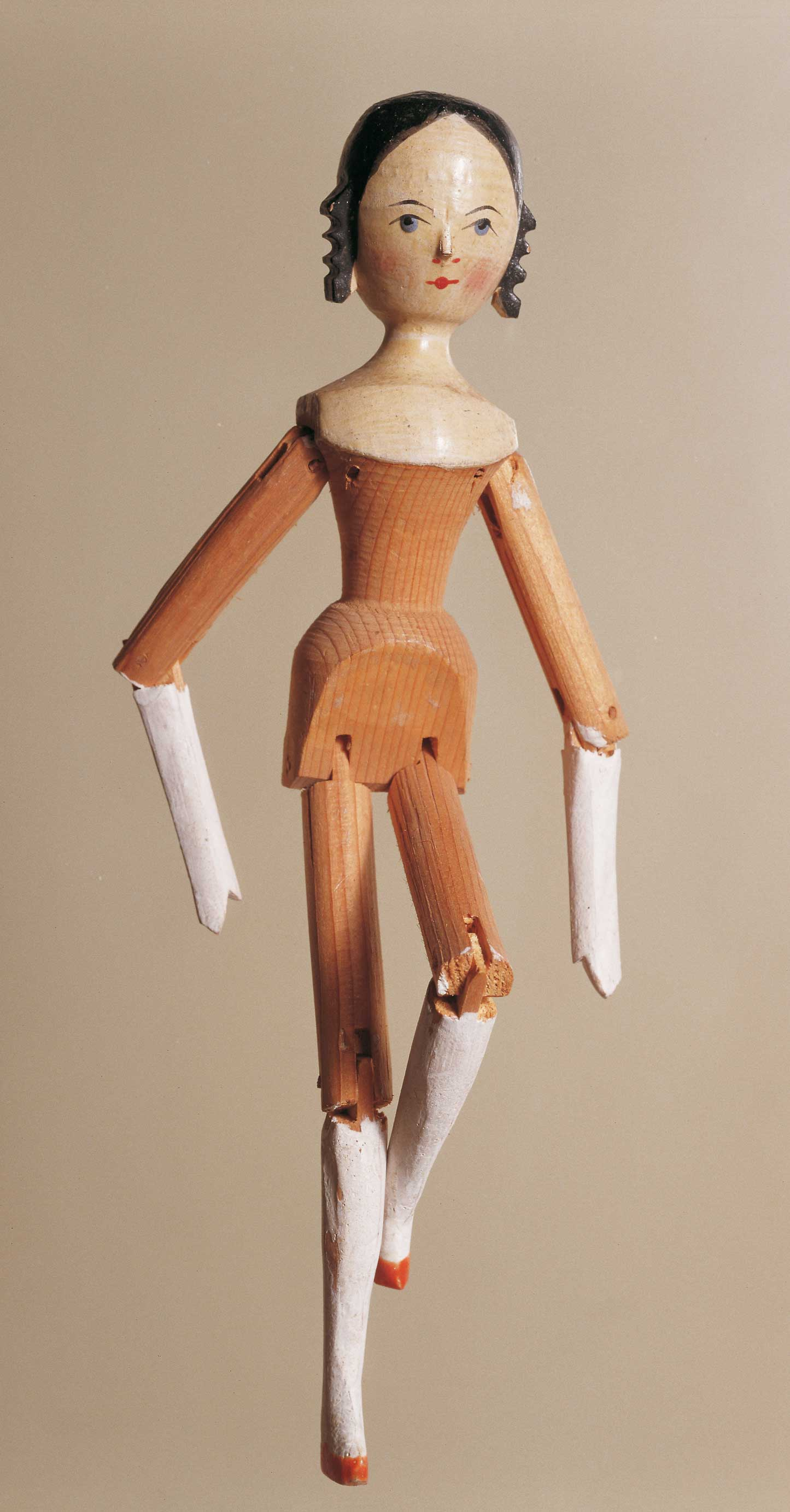
Bambola gardenese di legno (1850) dal Museo della Val Gardena.

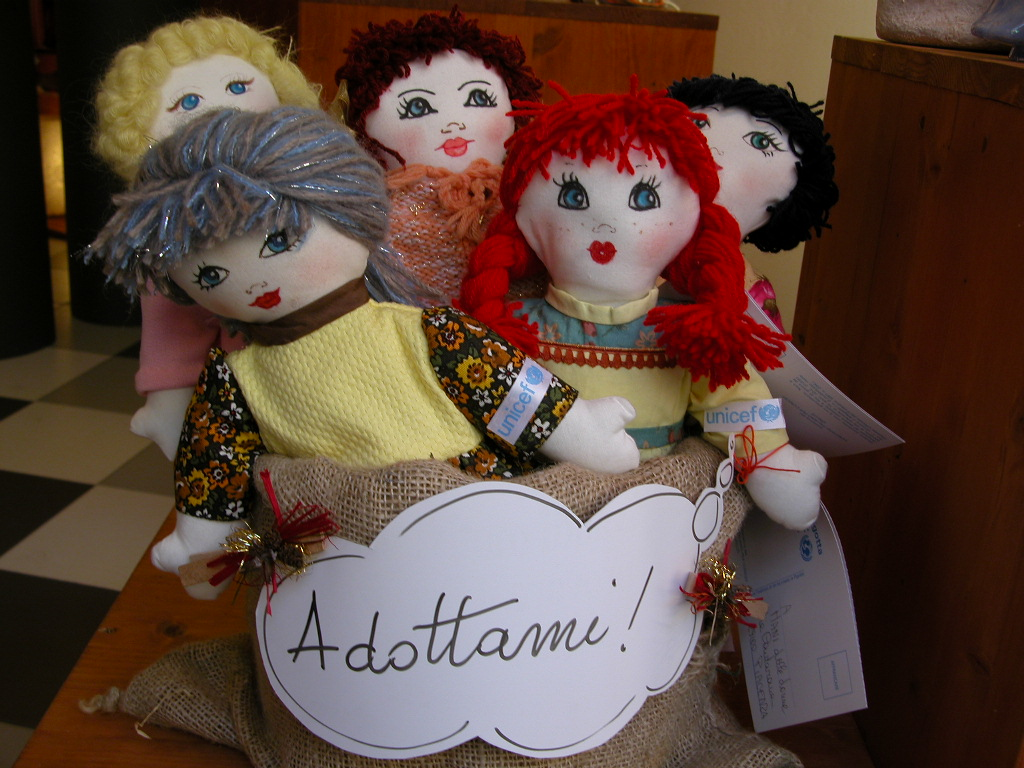
Pigotte Unicef

La bambola è la riproduzione di un essere umano (adulto o bambino), comunque di una forma umanoide (non di un animale, in quel caso si tratta di giocattolo). Normalmente è realizzato in plastica o stoffa, ma anche in legno, porcellana, porcellana Biscuit, gomma, cera e molti altri materiali.
Il concetto di bambola e della riproduzione di qualità antropomorfiche in piccola scala è molto antico. La prima bambola di cui si conosce l'esistenza risale all'Età del bronzo e viene attribuita essere un vero e proprio oggetto a scopo ludico. Altri esempi antichi della bambola son quelli ritrovati in Antico Egitto, dove veniva, però, utilizzata in modo strettamente funerario e rituale.
Alla fine del XIX secolo si diffusero le bambole con la testa in biscuit, di cui uno dei principali produttori anche per altre fabbriche fu il tedesco Armand Marseille. Gli abiti e gli ornamenti riproducevano quelli delle classi agiate, ed erano di qualità abbastanza elevata.
In Italia furono famose quelle in panno lenci prodotte dal 1929 dalla ditta Lenci di Torino, oggi oggetto di collezionismo. La Val Gardena era famosa nell'800 per le bambole di legno scolpite e tornite prodotte a milioni ed esportate in tutta Europa ed America.
Le pigotte sono le bambole di pezza, un tempo fatte con gli stracci, oggi vengono costruite da volontari per la campagna Adotta una pigotta dell'Unicef.

## Uso
Alcune bambole sono veri e propri giocattoli per i bambini, ma altre hanno scopo decorativo o da collezione e hanno anche significati culturali, utilizzate in cerimonie o rituali come una rappresentazione fisica della divinità.

## Storia, tipologie e materiali

### Storia antica e bambole tradizionali
Le prime bambole erano realizzate con argilla, pietra, legno, osso, avorio, pelle o cera. Le prove archeologiche collocano le bambole come le principali candidate per il giocattolo più antico conosciuto. Bambole di legno a pagaia sono state trovate in tombe egizie risalenti al XXI secolo a.C. Bambole con arti mobili e vestiti rimovibili risalgono almeno al 200 a.C. Gli archeologi hanno scoperto bambole greche fatte di argilla e snodate su fianchi e spalle. Probabilmente anche le bambole di pezza e gli animali di peluche erano popolari, ma nessun esempio noto di questi è sopravvissuto fino ai giorni nostri. Storie dell'antica Grecia intorno al 100 d.C. mostrano che le bambole venivano usate dalle bambine come giocattoli. I Greci chiamavano una bambola κόρη, che letteralmente significa "bambina", e se era di cera veniva chiamata δάγυνον, δαγύς e πλαγγών. Spesso le bambole avevano arti mobili ed erano chiamate νευρόσπαστα, azionate da corde o fili. Nell'antica Roma, le bambole erano fatte di argilla, legno o avorio. Alcune bambole sono state trovate nelle tombe di bambini romani. Essi avrebbero vestito le loro bambole secondo le ultime mode, come accade oggi. In Grecia e a Roma, era consuetudine che i ragazzi dedicassero i loro giocattoli agli dei quando raggiungevano la pubertà e che le ragazze dedicassero i loro giocattoli alle dee quando si sposavano. Al momento del matrimonio le ragazze greche dedicavano le loro bambole ad Artemide e le ragazze romane a Venere, ma se morivano prima del matrimonio le loro bambole venivano sepolte con loro. Le bambole di pezza sono tradizionalmente fatte in casa da ritagli di stoffa. Sono state trovate bambole di pezza romane risalenti al 300 a.C.
Le bambole tradizionali sono talvolta utilizzate come giocattoli per bambini, ma possono anche avere un valore spirituale, magico e rituale. Non esiste una linea di demarcazione netta tra bambole spirituali e giocattoli. In alcune culture, le bambole utilizzate nei rituali venivano donate ai bambini. Venivano inoltre utilizzate per l'educazione dei bambini e come portatrici di un patrimonio culturale. In altre culture, le bambole erano considerate troppo cariche di poteri magici per consentire ai bambini di giocarci.
Le bambole africane sono usate per insegnare e intrattenere; sono considerate intermediarie soprannaturali e vengono manipolate per scopi rituali. La loro forma e il loro abbigliamento variano a seconda della regione e delle usanze. Le bambole vengono spesso tramandate di madre in figlia. Le akuaba sono bambole rituali della fertilità in legno provenienti dal Ghana e dalle zone limitrofe. Le akuaba più note sono quelle del popolo Ashanti, i cui akuaba hanno grandi teste a forma di disco. Altre tribù della regione hanno il loro stile distintivo di akuaba.
Esiste una ricca storia di bambole giapponesi che risale alle figure Dogū (8000-200 a.C.) e alle figure funerarie Haniwa (300-600 d.C.). Entro l'XI secolo, le bambole venivano usate come giocattoli, per protezione e nelle cerimonie religiose. Durante l'Hinamatsuri, il festival delle bambole, vengono esposte le bambole hina (雛人形, hina-ningyō). Sono fatte di paglia e legno, dipinte e vestite con tessuti elaborati e a più strati. Le bambole Daruma sono sferiche con corpi rossi e volti bianchi senza pupille. Rappresentano Bodhidharma, l'indiano che fondò lo Zen, e sono usate come portafortuna. Le bambole Kokeshi di legno non hanno braccia né gambe, ma una grande testa e un corpo cilindrico, e rappresentano bambine.
L'uso di un'effigie per eseguire un incantesimo su qualcuno è documentato nelle culture africane, native americane ed europee. Esempi di tali dispositivi magici includono il poppet europeo e il nkisi o bocio dell'Africa occidentale e centrale. Nella magia popolare e nella stregoneria europea, le bambole poppet vengono utilizzate per rappresentare una persona per lanciare incantesimi su di essa. L'intenzione è che qualsiasi azione venga eseguita sull'effigie venga trasferita al soggetto attraverso la magia simpatetica. La pratica di conficcare spilli nelle bambole vudù è stata associata alla magia popolare Hoodoo afroamericana. Le bambole vudù non sono una caratteristica della religione vudù haitiana, ma sono state ritratte come tali nella cultura popolare e bambole vudù stereotipate vengono vendute ai turisti ad Haiti. Probabilmente il concetto di bambola vudù nella cultura popolare è influenzato dal poppet europeo. Una strega da cucina è un pupazzo originario dell'Europa settentrionale. Assomiglia ad una strega stereotipata e viene esposta nelle cucine residenziali come mezzo per portare fortuna e allontanare gli spiriti maligni.
Le bambole Hopi Kachina sono effigi fatte di pioppo che incarnano le caratteristiche dei Kachina cerimoniali, gli spiriti mascherati della tribù dei nativi americani Hopi. Le bambole Kachina sono oggetti pensati per essere custoditi e studiati per apprendere le caratteristiche di ogni Kachina. Le bambole Inuit sono fatte di steatite e osso, materiali comuni agli Inuit. Molte sono vestite con pelliccia o pelle di animale. I loro abiti rispecchiano lo stile di abbigliamento tradizionale necessario per sopravvivere ai freddi inverni, al vento e alla neve. Le bambole del tè del popolo Innu erano piene di tè per le ragazze che affrontavano lunghi viaggi. Le bambole di mela sono tradizionali nordamericane ed hanno una testa fatta di mele secche. Nella mitologia Inca, Sara Mama era la dea del mais e di conseguenza le pannocchie di mais venivano talvolta vestite come bambole dedicate a tale dea. Le bambole fatte con le foglie secche o la buccia di una pannocchia di mais sono tradizionali dei nativi americani e solitamente non hanno un volto. La fabbricazione di bambole di buccia di mais fu adottata dai primi coloni europei negli Stati Uniti. Essi realizzavano anche bambole di pezza e di legno intagliato, chiamate Pennywoods. La última muñeca, o "l'ultima bambola", è una tradizione della Quinceañera, la celebrazione del quindicesimo compleanno di una ragazza in alcune parti dell'America Latina. Durante questo rituale la quinceañera rinuncia a una bambola della sua infanzia per significare che non ha più bisogno di un tale giocattolo. Negli Stati Uniti, la fabbricazione di bambole divenne un'industria negli anni '60 dell'Ottocento, dopo la guerra civile.
Le matrioska sono bambole russe tradizionali, costituite da un set di figure di legno cave che si aprono e si incastrano l'una nell'altra. Di solito ritraggono contadini tradizionali e il primo set fu intagliato e dipinto nel 1890. In Germania, le bambole di argilla sono state documentate fin dal XIII secolo e la fabbricazione di bambole di legno dal XV secolo. A partire dal XV secolo circa, furono realizzate bambole sempre più elaborate per le esposizioni del presepe, principalmente in Italia. Bambole con abiti dettagliati e alla moda furono vendute in Francia nel XVI secolo, sebbene i loro corpi fossero spesso costruiti in modo rozzo. Le bambole di legno tedesche e olandesi fatte con pioli erano economiche e realizzate in modo semplice ed erano giocattoli popolari per i bambini più poveri in Europa a partire dal XVI secolo. Il legno continuò ad essere il materiale dominante per le bambole in Europa fino al XIX secolo. Nel corso del XVIII e XIX secolo, il legno venne sempre più combinato con altri materiali, come pelle, cera e porcellana, e i corpi vennero resi più articolati. Il marrone fu il colore dominante degli occhi per le bambole (non si sa quando apparvero per la prima volta quelli in vetro) fino all'epoca vittoriana, quando gli occhi azzurri divennero più popolari, ispirati dalla regina Vittoria.
Bambole, burattini e maschere permettono alla gente comune di affermare ciò che è impossibile nella situazione reale; in Iran, ad esempio durante l'era Qajar, le persone criticavano la politica e le condizioni sociali del regno di Ahmad-Shah attraverso il teatro dei burattini senza alcun timore di punizione. Secondo le regole islamiche, l'atto di ballare in pubblico, soprattutto per le donne, è un tabù. Ma le bambole o i burattini hanno identità libere e indipendenti e sono in grado di fare ciò che non è fattibile per la persona reale. Layli è una bambola usata per la danza popolare tra il popolo Lur dell'Iran. Il nome Layli ha origine dal folklore mediorientale e dalla storia d'amore tra Layla e Majnun. Layli è il simbolo dell'amato che è spiritualmente bello. Layli rappresenta e mantiene anche una tradizione culturale, che sta gradualmente scomparendo nella vita urbana.

### Era industriale
Durante il XIX secolo, le teste delle bambole erano spesso realizzate in porcellana e combinate con un corpo di pelle, stoffa, legno o materiali compositi, come la cartapesta o un mix di polpa, segatura, colla e materiali simili. Con l'avvento dei polimeri e dei materiali plastici nel XX secolo, la fabbricazione di bambole si è spostata in gran parte su questi materiali. Il basso costo, la facilità di fabbricazione e la durata dei materiali plastici hanno fatto sì che nuovi tipi di bambole potessero essere prodotti in serie a un prezzo inferiore. I primi materiali erano la gomma e la celluloide. Dalla metà del XX secolo, il PVC morbido è diventato il materiale dominante, in particolare per le bambole per bambini. A partire dal XX secolo, sia le bambole in porcellana che quelle in plastica vengono realizzate direttamente per il mercato dei collezionisti adulti. Le resine sintetiche come il poliuretano assomigliano alla porcellana nella consistenza e vengono utilizzate per le bambole da collezione.
Colloquialmente i termini bambola di porcellana e bambola di Biscuit sono talvolta usati in modo intercambiabile. Ma i collezionisti fanno una distinzione tra bambole di porcellana, realizzate in porcellana smaltata, e bambole di Biscuit, realizzate in porcellana Biscuit o Biscuit non smaltata. Una tipica bambola di porcellana antica ha una testa in porcellana smaltata bianca con capelli modellati dipinti e un corpo fatto di stoffa o pelle. Il nome china doll in inglese deriva dal fatto che china viene usato per riferirsi al materiale porcellana. Furono prodotte in serie in Germania, raggiungendo l'apice di popolarità tra il 1840 e il 1890 e vendendo milioni di pezzi. Anche le bambole parian furono prodotte in Germania, dal 1860 al 1880 circa. L'origine del termine "parian" deriva dal marmo bianco dell'isola di Paro. Il termine descrittivo corretto per queste bambole è "Bisquit". Sono realizzate in porcellana bianca simile alle bambole di porcellana, ma la testa non è immersa nella vetrina e ha una finitura opaca. Le bambole di Biscuit sono caratterizzate dalla loro finitura opaca realistica, simile alla pelle. Ebbero il loro picco di popolarità tra il 1860 e il 1900 con le bambole francesi e tedesche. Le bambole antiche in Bisquit tedesche e francesi del XIX secolo venivano spesso realizzate come giocattoli per bambini, ma quelle contemporanee sono prevalentemente realizzate direttamente per il mercato dei collezionisti. Le bambole di cera realistiche erano popolari nell'Inghilterra vittoriana.
Fino alla metà del XIX secolo, le bambole europee erano prevalentemente realizzate per rappresentare gli adulti. Le bambole che somigliavano a neonati e le successive onnipresenti bambole per bambini non apparvero fino al 1850 circa. Ma, verso la fine del XIX secolo, questi tipi di bambole avevano sfondato nel mercato. Intorno al 1920, le bambole per bambini erano tipicamente realizzate in composizione con un corpo di stoffa. I capelli, gli occhi e la bocca erano dipinti. Una scatola vocale era cucita nel corpo che gridava ma-ma quando la bambola veniva inclinata, dando loro il nome di bambole Mama.
Le bambole di carta hanno vestiti separati che di solito sono tenuti in posizione da linguette pieghevoli. Spesso riflettono stili contemporanei e le bambole "ballerine" di carta del XIX secolo furono tra le prime bambole di celebrità. La bambola Shirley Temple degli anni '30 vendette milioni di modelli e fu una delle bambole di celebrità di maggior successo. Le piccole bambole Kewpie in celluloide, basate sulle illustrazioni di Rose O'Neill, erano popolari all'inizio del XX secolo. Madame Alexander creò la prima bambola da collezione basata su un personaggio su licenza: Rossella O'Hara di Via col vento.
Le prime case delle bambole (XVII secolo) erano tutte realizzate a mano, ma, dopo la rivoluzione industriale e la seconda guerra mondiale, furono sempre più prodotte in serie e divennero più accessibili. Le case delle bambole per bambini del XX secolo erano realizzate in latta litografica, plastica e legno. Quelle contemporanee per collezionisti adulti sono tipicamente realizzate in legno.
I primi giocattoli di peluche moderni furono realizzati nel 1880. Differiscono dalle precedenti bambole di pezza in quanto sono realizzati in tessuto di peluche simile alla pelliccia e comunemente raffigurano animali piuttosto che esseri umani. Gli orsacchiotti di peluche apparvero per la prima volta nel 1902-1903.
Le bambole nere sono state progettate per assomigliare a persone dalla pelle scura, variando da rappresentazioni stereotipate a rappresentazioni più accurate. Le bambole di pezza realizzate dagli schiavi americani servivano come giocattoli per i bambini schiavi. Golliwogg era un personaggio di un libro per bambini della fine del XIX secolo che veniva ampiamente riprodotto come giocattolo, soprattutto come bambola di pezza. La bambola ha la pelle molto nera, occhi cerchiati di bianco, labbra da clown e capelli crespi, ed è stata descritta come una caricatura anti-nera. Le prime bambole nere prodotte in serie erano in genere versioni scure delle loro controparti bianche. Le prime bambole nere americane con realistici lineamenti del viso africani furono realizzate negli anni '60.
Le fashion doll sono progettate principalmente per essere vestite in modo da riflettere le tendenze della moda e sono solitamente modellate su ragazze adolescenti o donne adulte. Le prime fashion doll erano bambole di Bisquit francesi della metà del XIX secolo. Le fashion doll contemporanee sono tipicamente realizzate in PVC. Barbie, dell'azienda di giocattoli americana Mattel, ha dominato il mercato sin dal suo inizio nel 1959. Bratz è stata la prima bambola a sfidare il dominio di Barbie, raggiungendo il 40% del mercato nel 2006. 

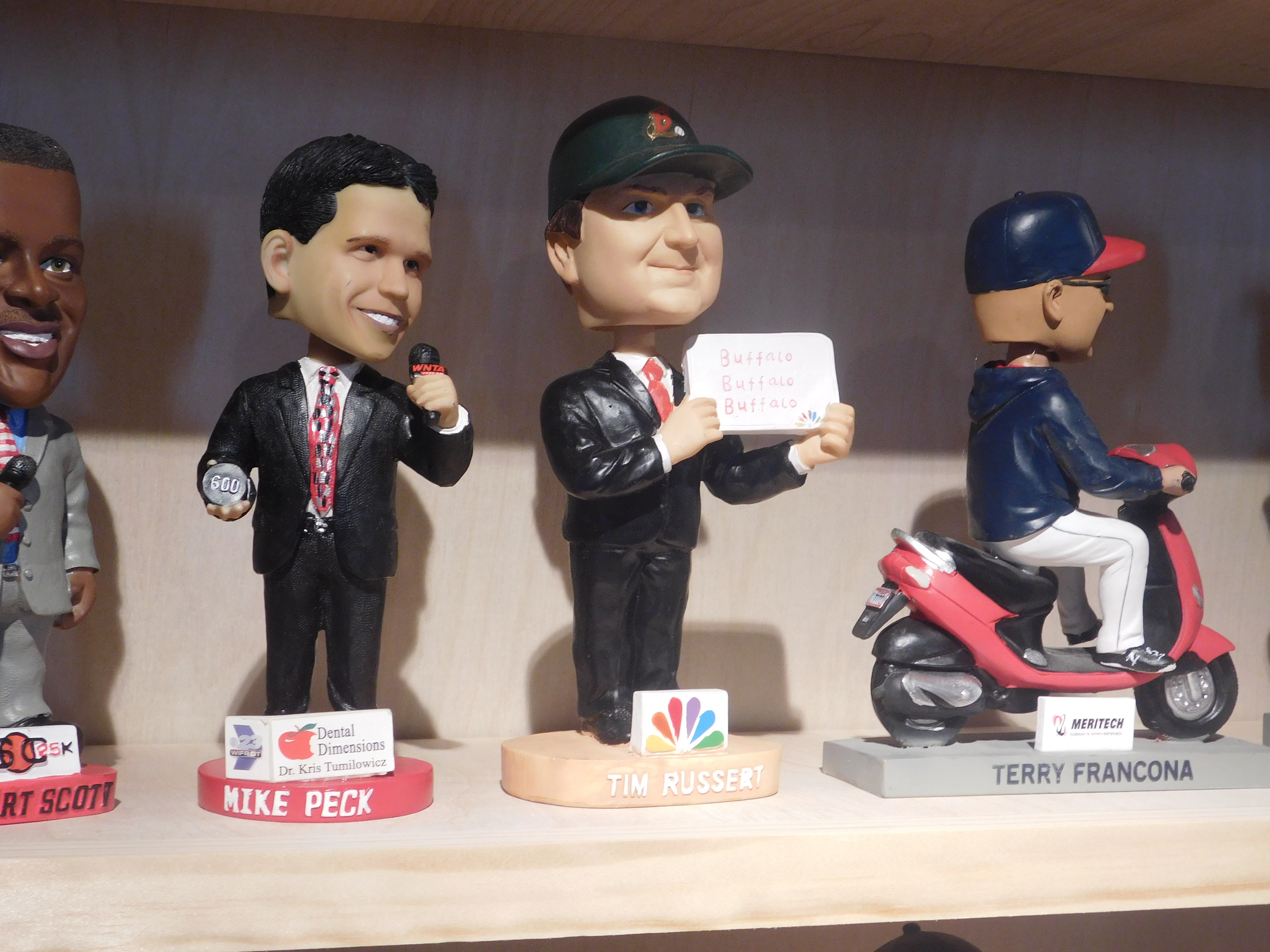
Bambole bobblehead

Le action figure in plastica, che spesso rappresentano supereroi, sono principalmente destinate ai ragazzi. Le fashion doll e le action figure fanno spesso parte di un media franchise che può includere film, TV, videogiochi e altri prodotti correlati. Le bobblehead sono bambole di plastica da collezione con teste collegate al corpo da una molla o un gancio in modo tale che la testa ondeggi. Spesso raffigurano giocatori di baseball o altri atleti.

### Era moderna
Con l'avvento dei computer e di Internet, sono apparse bambole virtuali e online. Spesso simili alle tradizionali bambole di carta, le bambole virtuali permettono agli utenti di essere progettate trascinando e rilasciando abiti su modelli di bambole o immagini di persone reali per vestirle in modo personalizzato. Tra queste, KiSS, Stardoll e Dollz.
Inoltre, con l'avvento di Internet, le bambole da collezione vengono personalizzate e vendute o esposte online. Le Reborn sono bambole in vinile personalizzate per assomigliare a un bambino umano con il massimo realismo possibile. Spesso vengono vendute online tramite siti come eBay. Le bambole asiatiche snodabili (BJD) sono realizzate in resina sintetica poliuretanica in uno stile che è stato descritto come realistico e influenzato dagli anime. Le BJD asiatiche e le fashion doll asiatiche come Pullip e Blythe vengono spesso personalizzate e fotografate. Le foto vengono condivise nelle comunità online.

## Usi, aspetti e problemi
Fin dall'antichità, le bambole hanno svolto un ruolo centrale nei rituali magici e religiosi e sono state utilizzate come rappresentazioni di divinità. Sono state tradizionalmente anche giocattoli per bambini e anche collezionate dagli adulti, per il loro valore nostalgico, la bellezza, l'importanza storica o il valore finanziario. Le bambole antiche originariamente realizzate come giocattoli per bambini sono diventate oggetti da collezione. Le bambole in Bisquit del XIX secolo realizzate da produttori francesi come Bru e Jumeau possono valere in epoca moderna decine di migliaia di dollari.
Le bambole sono state tradizionalmente realizzate come giocattoli rudimentali e grezzi, così come con un design elaborato e artistico. Sono state create come arte popolare nelle culture di tutto il mondo e, nel 20° secolo, le bambole artistiche hanno iniziato a essere viste come cultura alta. L'artista Hans Bellmer ha realizzato bambole surrealiste con arti intercambiabili nella Germania degli anni '30 e '40 in opposizione all'idolatria del partito nazista di un corpo ariano perfetto. L'artista dell'East Village Greer Lankton (1958-1996) è diventata famosa negli anni '80 per le sue vetrine teatrali di bambole tossicodipendenti, anoressiche e mutanti.
Le bambole realistiche o anatomicamente corrette sono utilizzate da professionisti sanitari, scuole di medicina e assistenti sociali per formare medici e infermieri in varie procedure sanitarie o per indagare su casi di abusi sessuali su minori. Gli artisti a volte utilizzano manichini di legno snodati per disegnare la figura umana. Anche molti marchi di bambole comuni sono anatomicamente corretti, sebbene la maggior parte dei tipi di bambole sia degenitalizzata.
Le Egli-Figuren sono un tipo di bambola nata in Svizzera nel 1964 per raccontare storie della Bibbia.
Nella società occidentale, è stata osservata e studiata una differenza di genere nella selezione dei giocattoli. Le action figure che rappresentano i tratti maschili tradizionali sono popolari tra i ragazzi, che sono più propensi a scegliere giocattoli che hanno qualche collegamento con strumenti, mezzi di trasporto, garage, macchine ed equipaggiamento militare. Le bambole per ragazze tendono a rappresentare tratti femminili e sono dotate di accessori come vestiti, elettrodomestici da cucina, utensili, mobili e gioielli.
La pediofobia è la paura delle bambole o di oggetti simili. Lo psichiatra Ernst Jentsch ha teorizzato che i sentimenti inquietanti nascono quando c'è un'incertezza intellettuale sul fatto che un oggetto sia vivo o meno. Sigmund Freud ha ulteriormente sviluppato queste teorie. L'ingegnere giapponese Masahiro Mori ha ampliato queste teorie per sviluppare l'ipotesi della valle perturbante: se un oggetto è palesemente non umano, le sue caratteristiche umane risalteranno e saranno accattivanti; tuttavia, se quell'oggetto raggiunge una certa soglia di aspetto simile all'uomo, le sue caratteristiche non umane risalteranno e saranno inquietanti.

### Ospedali per bambole
Un ospedale per bambole è un laboratorio specializzato nel restauro o nella riparazione di bambole. Gli ospedali per bambole si trovano in paesi di tutto il mondo. Uno dei più antichi fu fondato a Lisbona nel 1830, e un altro a Melbourne, presumibilmente il primo stabilimento del genere in Australia, fu fondato nel 1888. Negli Stati Uniti esiste una Doll Doctors Association. Alcuni marchi di bambole, come American Girl e Madame Alexander, offrono anche servizi di ospedale per le proprie bambole.

### Bambole e racconti per bambini
Molti libri trattano storie di bambole, tra cui Wilhelmina. The Adventures of a Dutch Doll, di Nora Pitt-Taylor, raffigurato da Gladys Hall. Le bambole di pezza sono apparse in numerose storie per bambini, come il personaggio del XIX secolo Golliwogg in The Adventures of Two Dutch Dolls and a Golliwogg di Bertha Upton e Florence K. Upton e Raggedy Ann nei libri di Johnny Gruelle, pubblicati per la prima volta nel 1918. The Lonely Doll è un libro per bambini del 1957 dell'autore canadese Dare Wright. La storia, raccontata attraverso testo e fotografie, parla di una bambola di nome Edith e di due orsacchiotti di peluche.

### Nel cinema
Le bambole sono apparse in vari film e serie TV, anche come protagoniste o antagoniste, ad esempio Dolls, Toy Story, La bambola assassina, Annabelle.

## Tipi di bambole
Giocattoli
- Action figure
- Bleuette
- Cabbage Patch Kids
- Fashion doll
  - Barbie e Ken
  - Bratz
  - Winx
  - Tanya
  - Pullip
- Pinocchio
- Strawberry Shortcake
- Lalaloopsy
- Bambole Reborn
- Monster High

Altre bambole
- Matrioska
- Bambole giapponesi
  - Kokeshi
  - Daruma
- Bambola voodoo
- Bambola gonfiabile
- Pigotta
- Burattino

## Galleria d'immagini

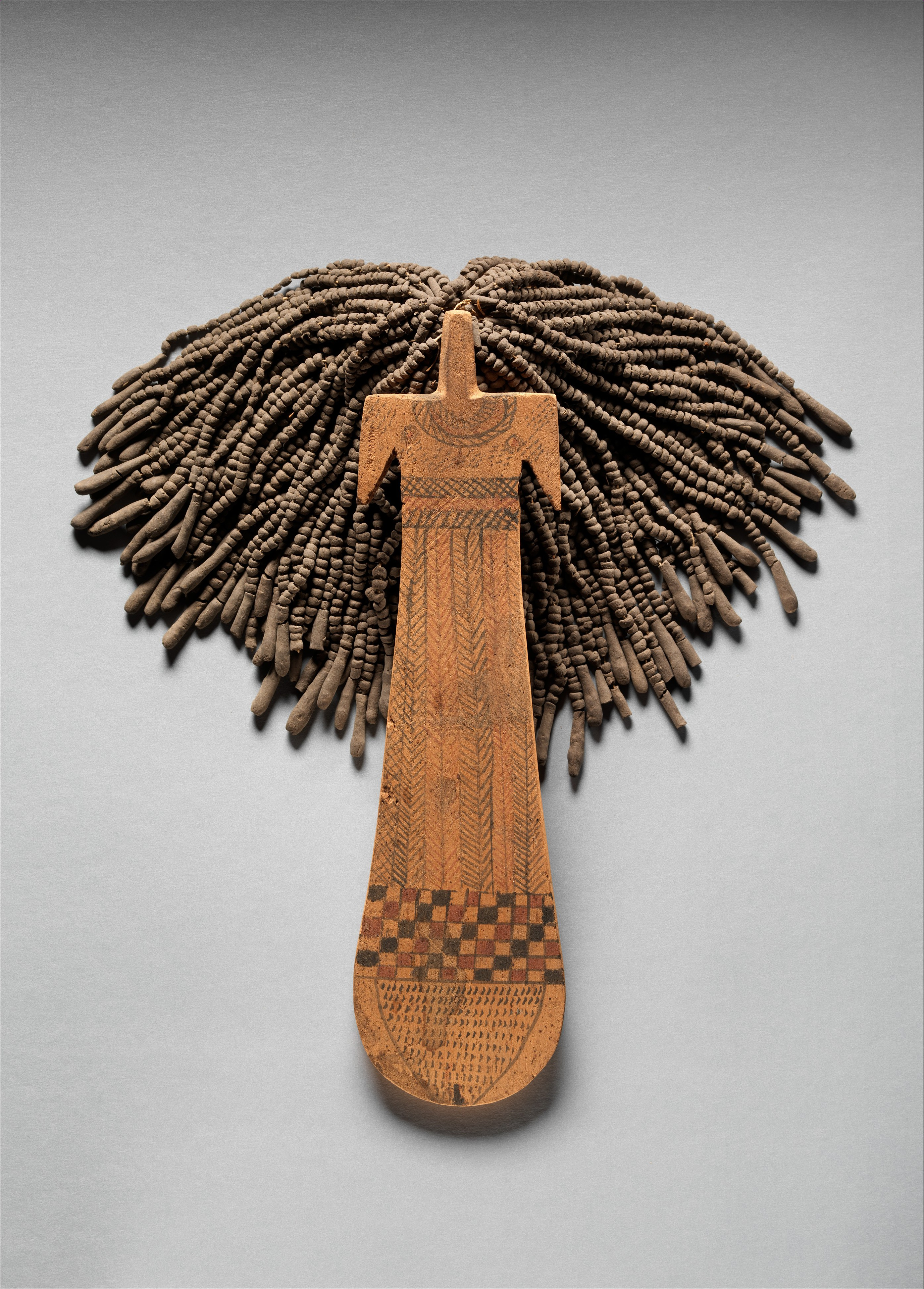
La parte anteriore di una bambola a pagaia del Medio Regno datata approssimativamente dal 2030 a.C. al 1802 a.C.
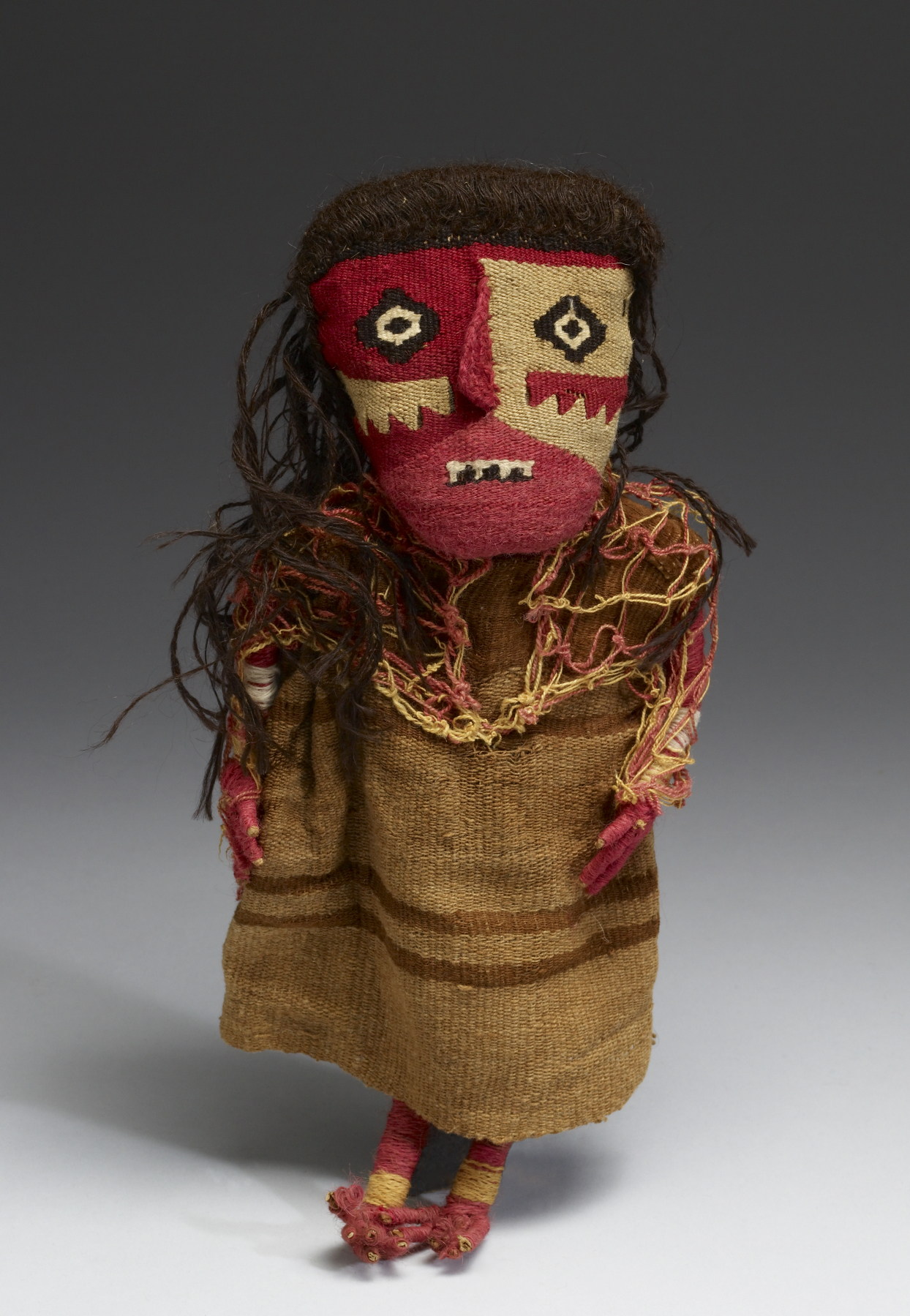
Bambola della cultura Chancay (XI secolo), rinvenuta nei pressi di Lima, Walters Art Museum. Di piccole dimensioni, le bambole si trovano frequentemente nelle antiche tombe peruviane[57].
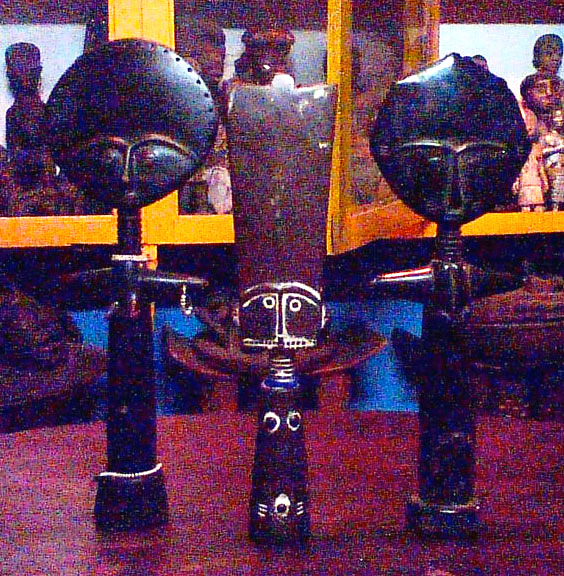
Bambole akuaba africane.
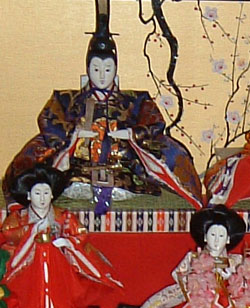
Bambole hina giapponesi, esposte durante il festival Hinamatsuri.
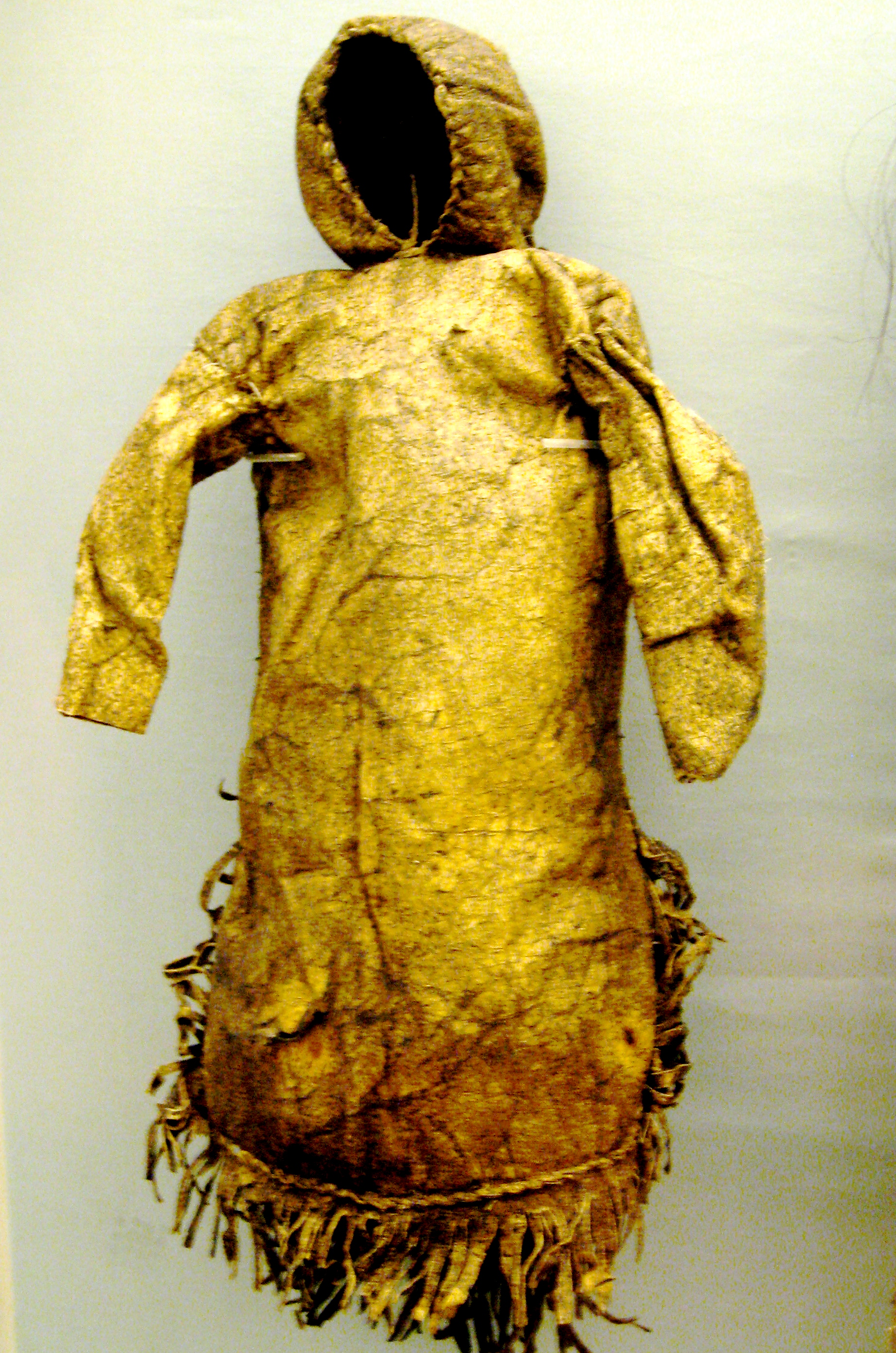
Una bambola Inuit groenlandese.
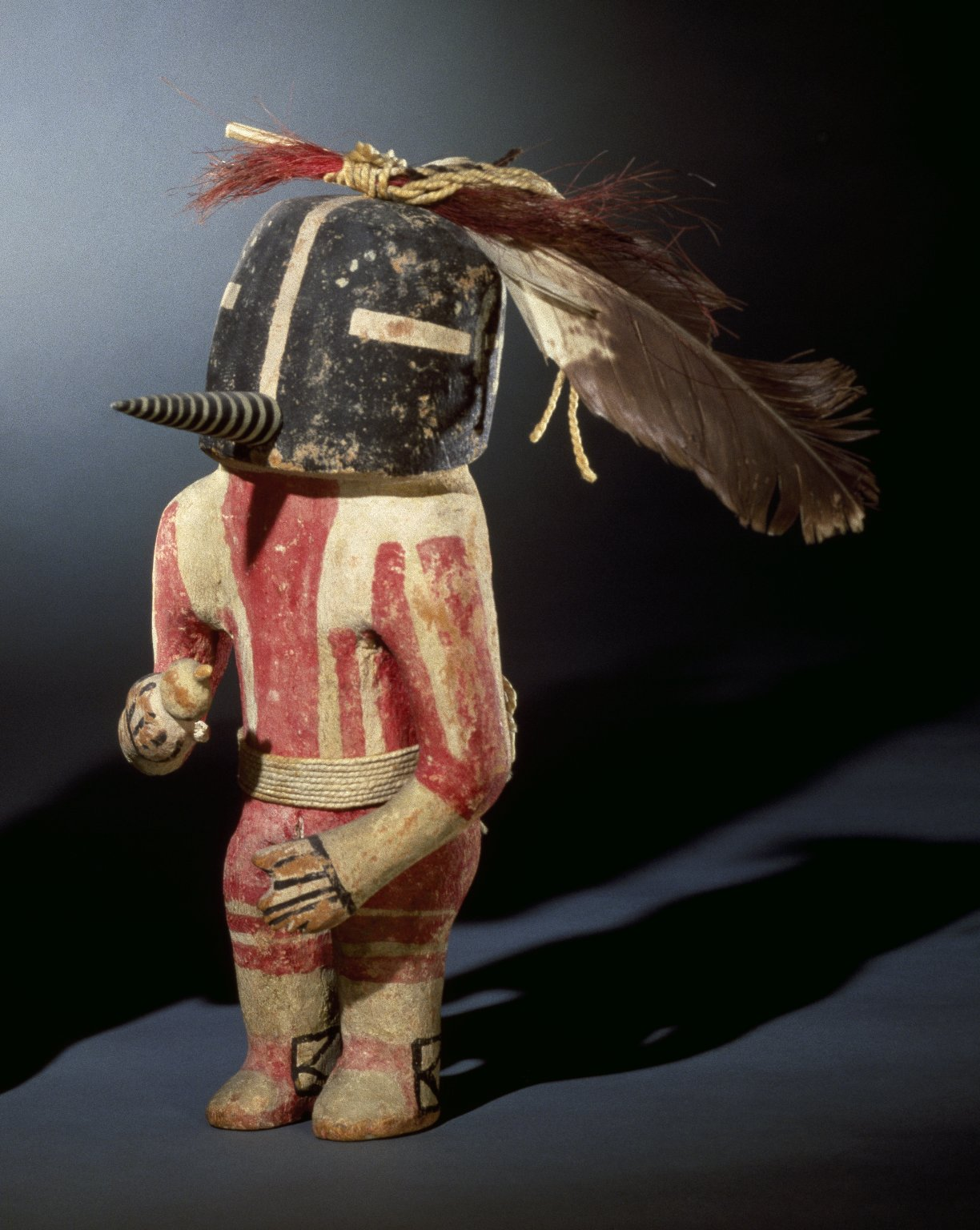
Una bambola Kachina dei nativi americani Hopi, probabilmente della fine del XIX secolo.
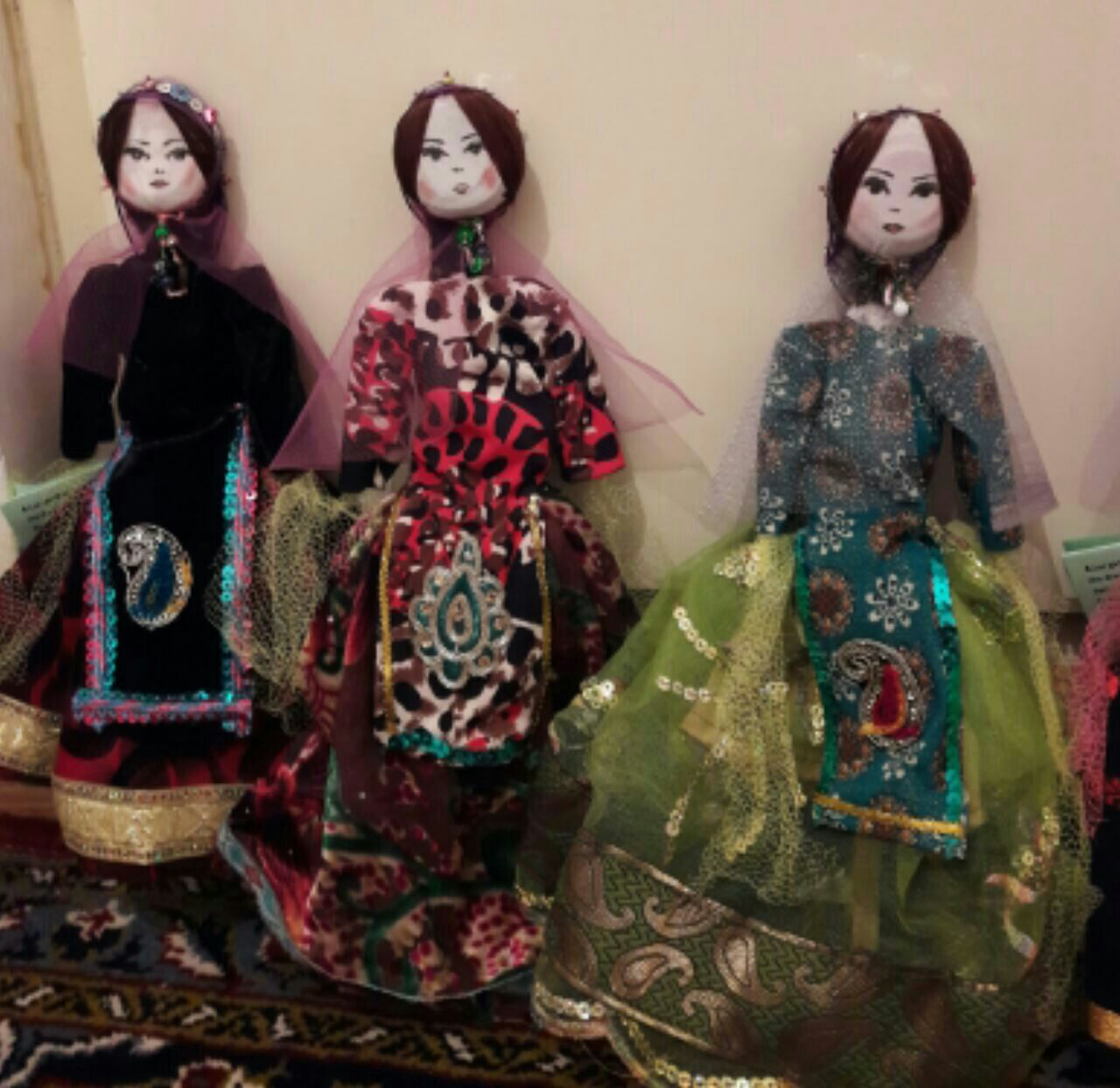
Bambole Layli provenienti da Mamasani, Iran.
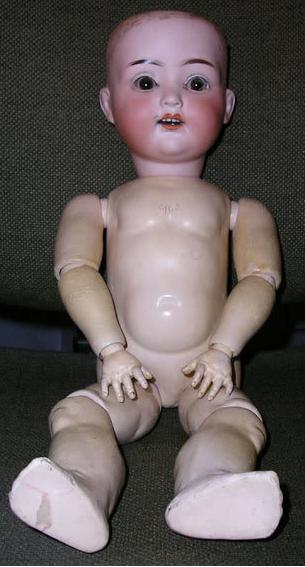
Bambola tedesca con testa in Bisquit, occhi di vetro e corpo composito snodato, circa 1920.
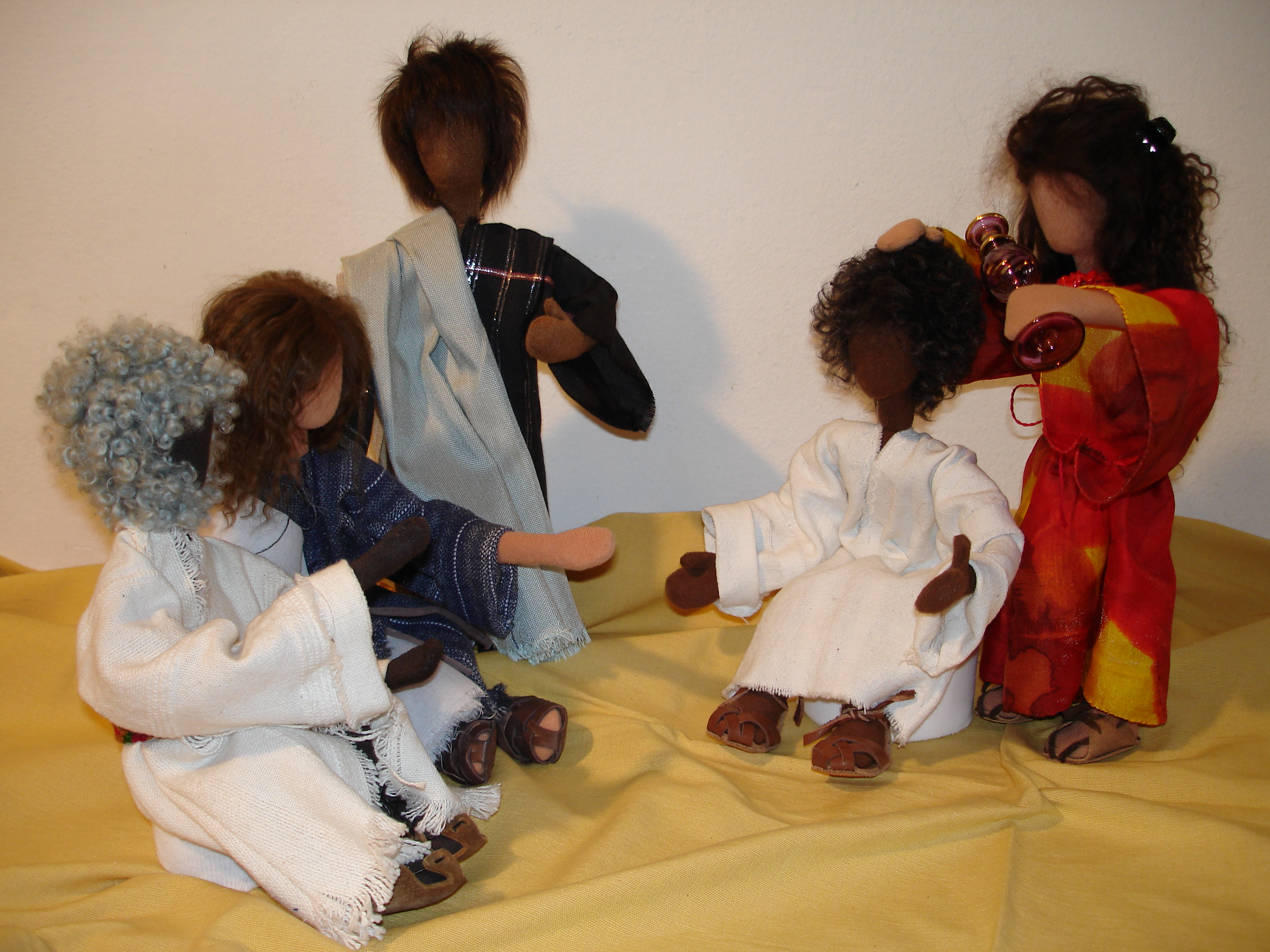
Egli-Figuren svizzere che mostrano una storia biblica.
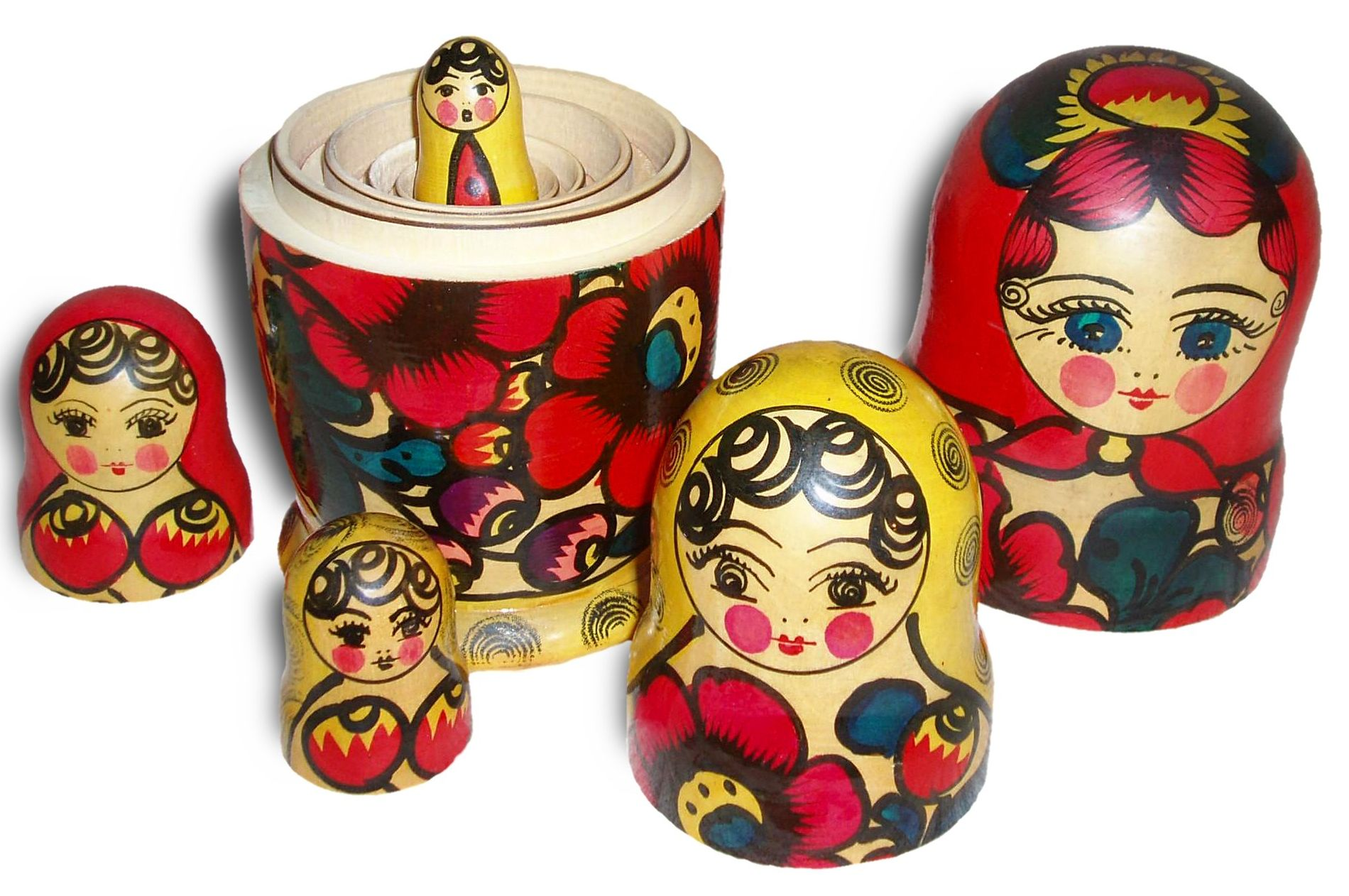
Un set di bambole matrioska russe smontate.
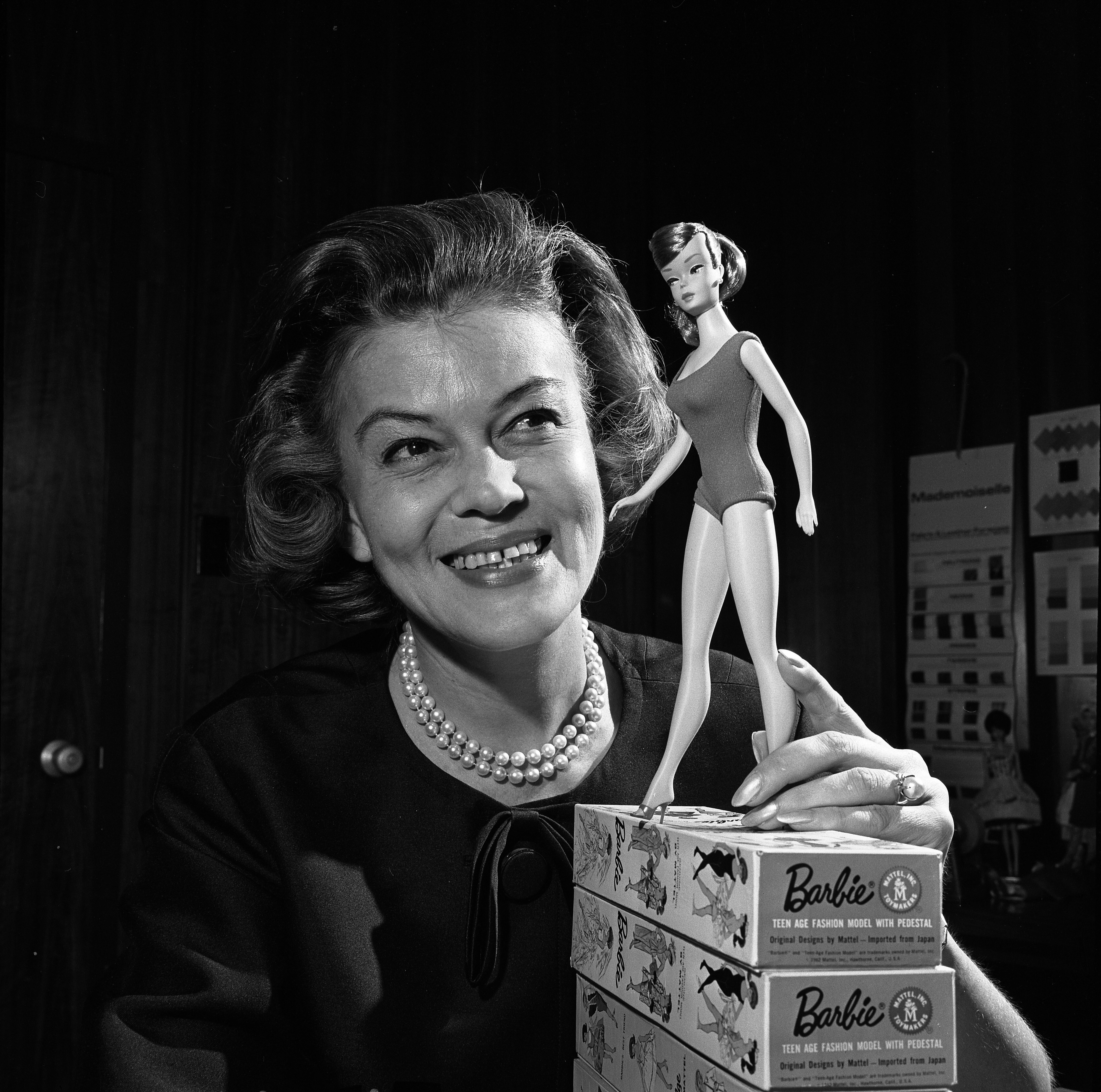
La prima stilista di abiti di Barbie, Charlotte Johnson, posa con la bambola nel 1965.
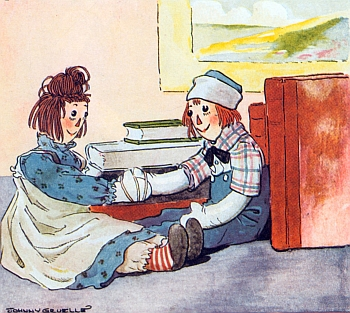
I personaggi delle bambole di pezza Raggedy Ann e Raggedy Andy, illustrati da Johnny Gruelle, 1920.
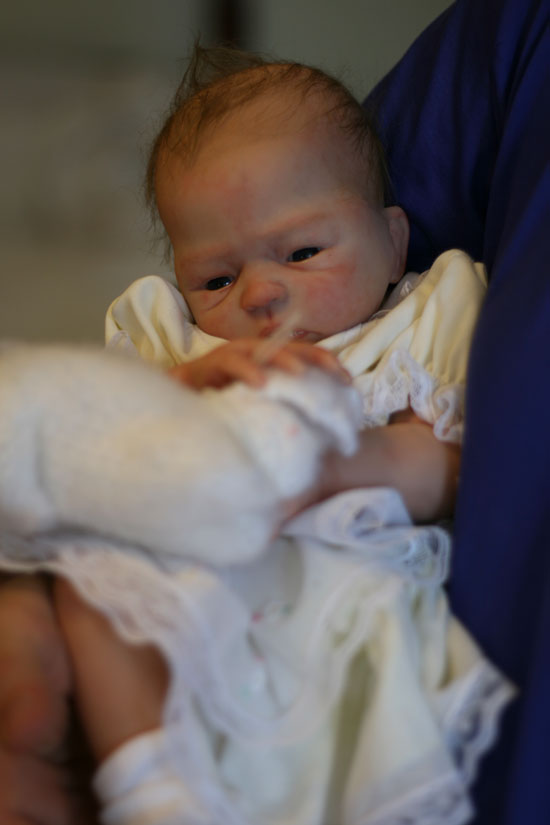
Una bambola Reborn, personalizzata per rappresentare realisticamente un bambino umano.
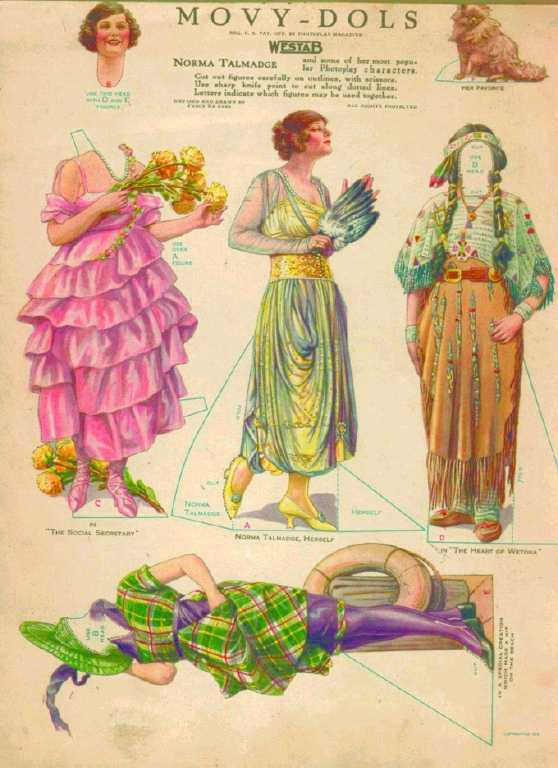
Bambola di carta raffigurante l'attrice Norma Talmadge e alcuni dei suoi costumi cinematografici, 1919.